# Parco nazionale dei Lençóis Maranhenses
Il parco nazionale dei Lençóis Maranhenses è un'area naturale protetta del Brasile, istituita il 2 giugno 1981, che si estende per 155000 ettari nel nordest dello Stato del Maranhão, lungo 70 km di costa sabbiosa sull'oceano Atlantico e su un entroterra caratterizzato da estese dune di sabbia bianca. L'ingresso alla riserva naturale è vietato ai veicoli a motore.
Il 26 luglio 2024 il parco è stato inserito nella Lista dei patrimoni dell'umanità dell'UNESCO durante la quarantaseiesima sessione del comitato del patrimonio mondiale, diventando il ventiquattresimo sito brasiliano del patrimonio dell'umanità. 

## Geografia e clima
Il parco si estende a ridosso della costa nord-orientale del Brasile, nello stato del Maranhão, delimitato da 70 km di spiagge lungo l'oceano Atlantico, tra la Baía de São José e l'estuario del fiume Preguiças, e all'interno dal corso dello stesso Preguiças e del Parnaíba. L'entroterra è caratterizzato principalmente da vaste distese di dune costiere, che si sono formate durante la tarda era quaternaria grazie ai sedimenti fluviali.

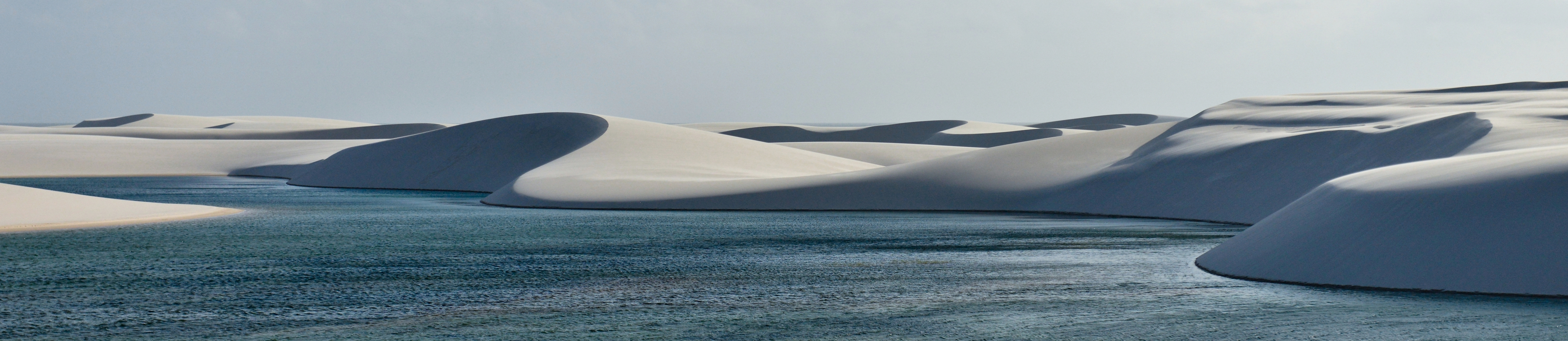
Tipico bacino pluviale tra i lençóis durante la stagione delle piogge

La sabbia viene riversata sulla costa dai fiumi Parnaíba e Preguiças e viene quindi sospinta dai forti venti nell'entroterra, fino a circa 50 km dal mare, creando una serie di dune di sabbia bianca che si innalzano fino a 40 metri di altezza, su una superficie di circa 270 km². Sono questi i lençóis (in portoghese 'lenzuola') propriamente detti, da cui il nome del parco.
Questo particolare fenomeno geologico ha dato forma a un paesaggio di tipo desertico, con immense distese di sabbia e scarsa vegetazione. Tuttavia, i lençóis hanno caratteristiche assolutamente differenti da quelle delle dune del deserto. Nella regione, infatti, le precipitazioni sono copiose, soprattutto tra gennaio e maggio, quando cade circa il 70% dei 1600/2400 mm annui, riempiendo i numerosissimi bacini sabbiosi tra le dune.
I lençóis sono quindi caratterizzati da una moltitudine di stagni pluviali, lunghi fino a 100 metri e profondi fino a 3 metri, che si susseguono per decine di chilometri tra le dune, resi possibili dallo strato di roccia impermeabile sottostante, che impedisce il drenaggio delle acque. L'acqua delle lagune ha in genere una temperatura compresa tra 27,5 e 32 °C, un pH compreso tra 4,9 e 6,2 e bassi livelli di nutrienti disciolti. Durante la stagione secca le piscine evaporano rapidamente, con il livello delle acque che si abbassa di circa 1 metro di profondità al mese. Alcuni degli stagni più estesi, come la Lagoa Azul e la Lagoa Bonita, sono tuttavia permanenti e meta dei turisti per la bellezza delle acque e per le condizioni di balneabilità. L'area ha una temperatura media annuale tra 26 e 28,5 °C e un'escursione termica annuale di circa 1,1 °C.

## Flora e fauna
Il parco ospita 133 specie di piante, concentrate soprattutto nelle foreste di mangrovia e restinga verso la costa, 112 specie di uccelli, in gran parte uccelli migratori, e almeno 42 specie di rettili, tra cui varie specie di lucertole, serpenti e tartarughe.
Tra le specie più rilevanti censite, l'ibis scarlatto (Eudocimus ruber), la lontra neotropicale (Lontra longicaudis), l'oncilla (Leopardus tigrinus) e il lamantino indiano occidentale (Trichechus manatus) sono elencate come specie a rischio di estinzione. Nella foresta di mangrovie, specie importanti sono anche il jacaretingá (Caiman crocodilus), il veado-mateiro (Mazama americana) e il paca (Cuniculus paca). È stata registrata inoltre la presenza di una popolazione di maikong (Cerdocyon thous) albini, che potrebbero essere il risultato dell'isolamento genetico o di un processo di adattamento alla vita tra le dune bianche.
Le lagune del parco sono spesso interconnesse tra loro, talvolta anche con i fiumi che attraversano la zona, e alcune ospitano per questo un certo numero di specie di pesci di acqua dolce, tra cui il pesce gatto lupo (Ictalurus lupus), che durante la stagione secca si rintana negli strati umidi di sabbia sul fondo e rimane dormiente.

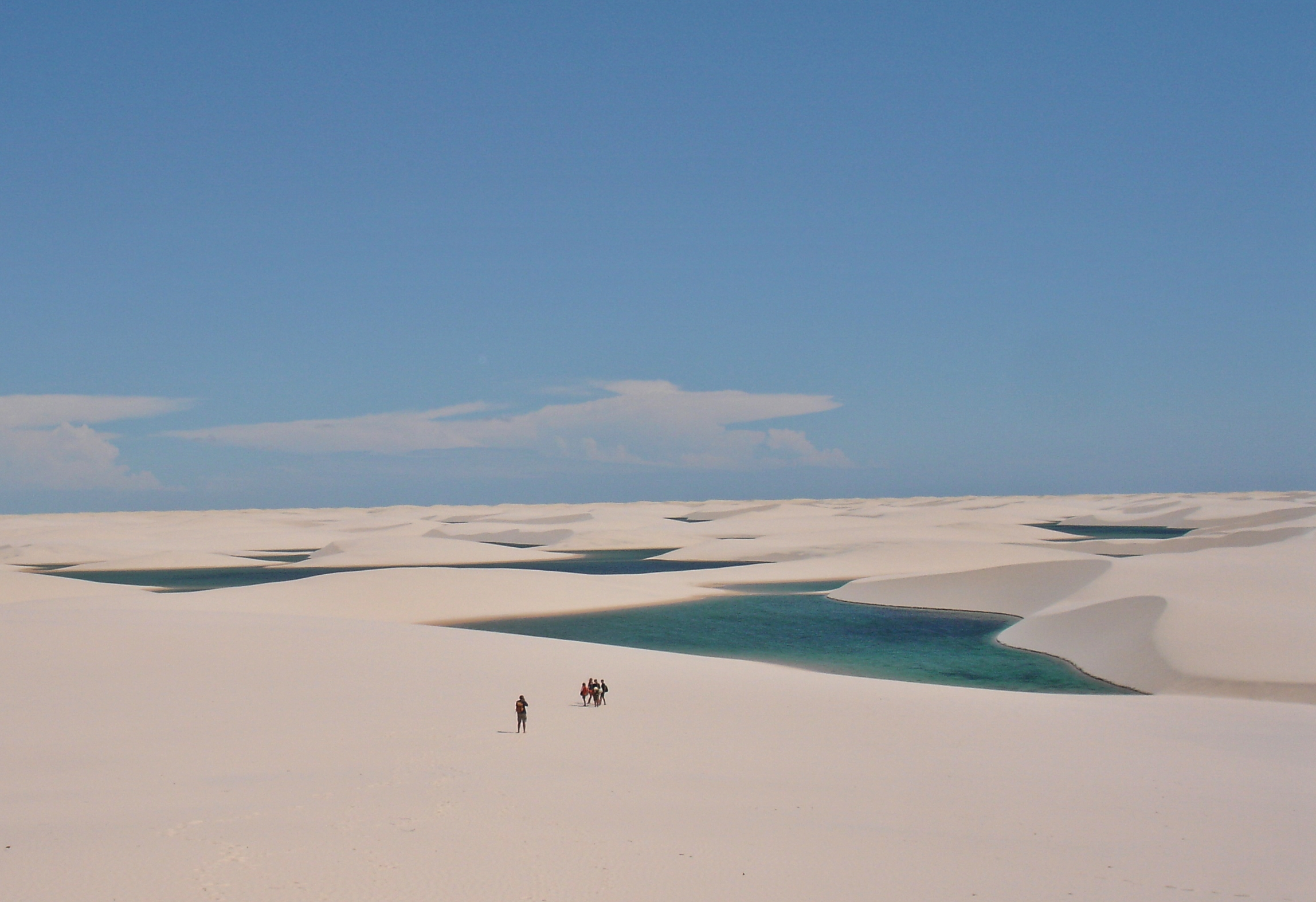
Distesa di dune sul percorso per Lagoa Bonita

## Topografia e collegamenti
Il parco nazionale si estende tra le municipalità di Santo Amaro do Maranhão, Barreirinhas e Primeira Cruz, cui appartiene però solo una piccola parte costituita per lo più da foresta di mangrovie, mentre la maggior parte ricade nella circoscrizione del municipio di Santo Amaro, cui pertiene oltre la metà del territorio con le lagune maggiori.
L'accesso principale al parco è quello da Barreirinhas, raggiungibile da São Luís, distante circa 350 km, in autobus oppure in auto, percorrendo la strada BR-135 e la MA-402, o anche prendendo un taxi aereo. Oltre a quello di Barreirinhas, vi è un accesso alternativo da Santo Amaro, percorribile però solo con veicoli 4x4, in quanto consistente in 36 km di strada di sabbia battuta. L'accesso alla strada che porta a Santo Amaro si trova nella località Sangue, a circa 40 minuti da Barreirinhas, percorrendo la MA-402 in direzione São Luís.
All'interno del parco si trovano due oasi, Queimada do Britos, che copre un'area di 1100 ettari, e Baixa Grande, che copre un'area di 850 ettari. Percorrendo in barca il fiume Preguiças è possibile raggiungere i villaggi di Mandacaru, Caburé e Atins, ai margini del parco presso la foce, dove è possibile alloggiare.